# Actibump

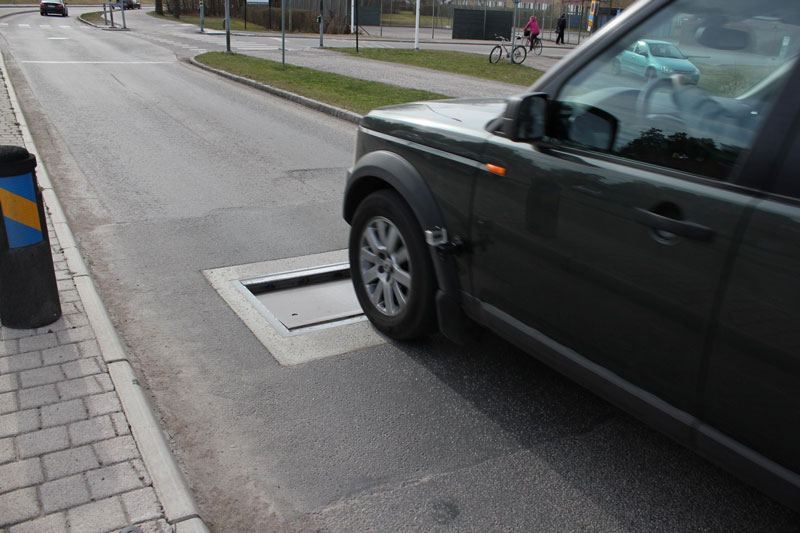
Systém aktivního snižování rychlosti

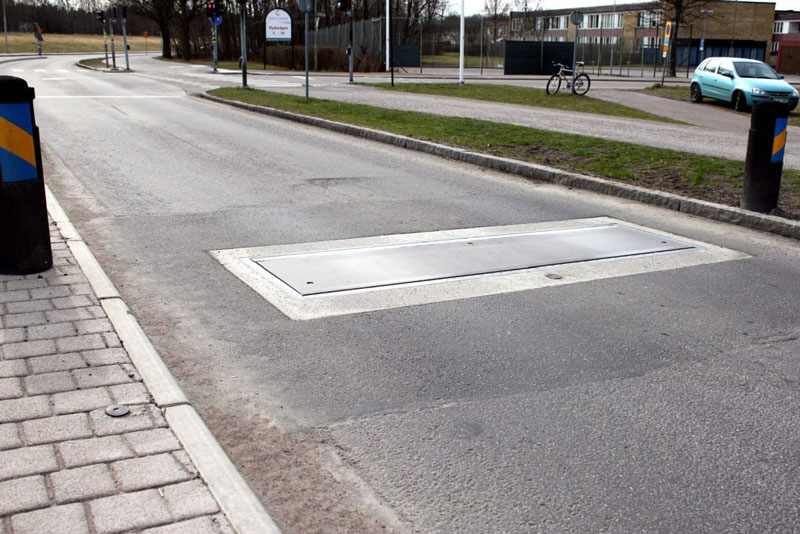
Systém aktivního snižování rychlosti

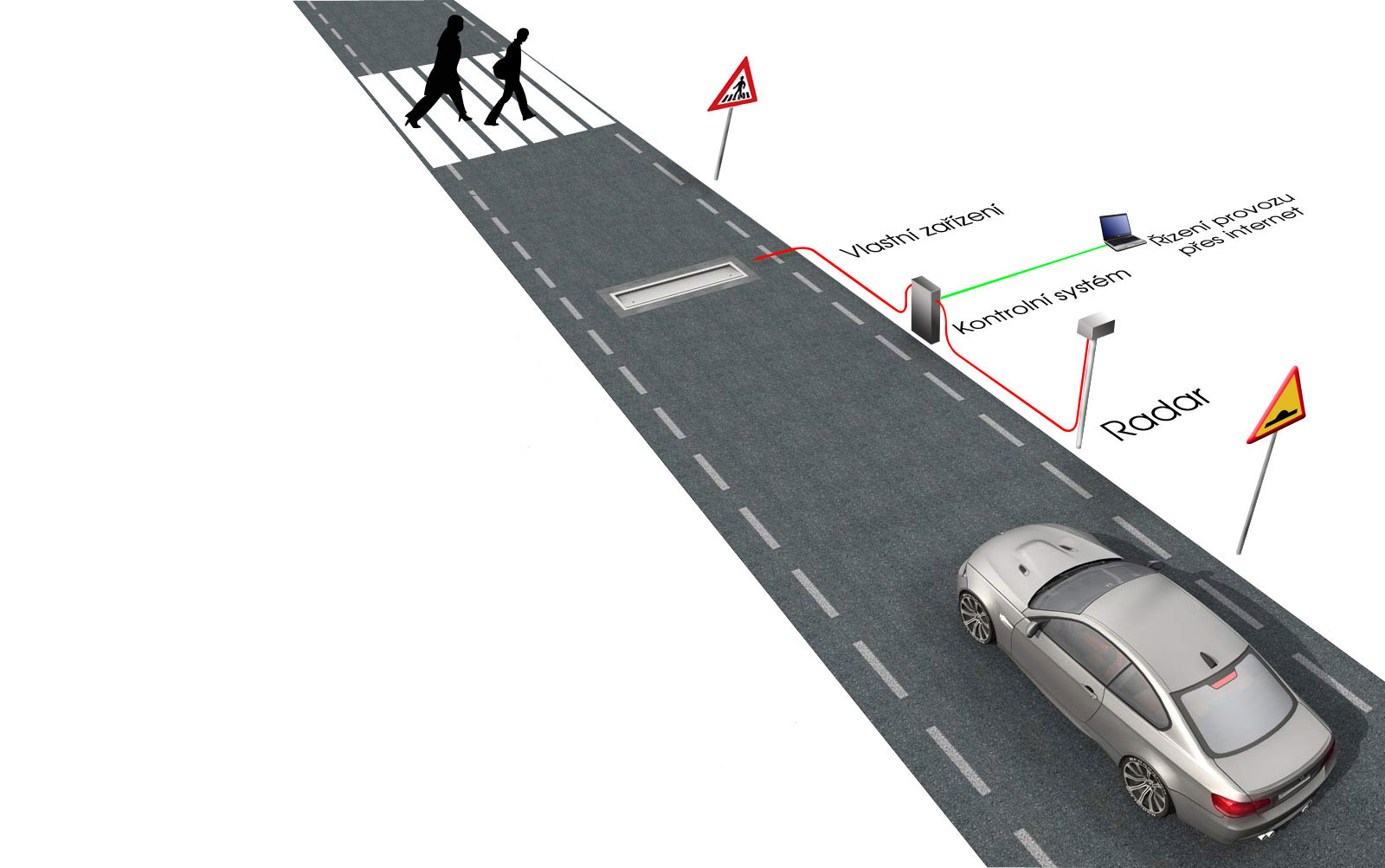
Schéma systému aktivního snižování rychlosti

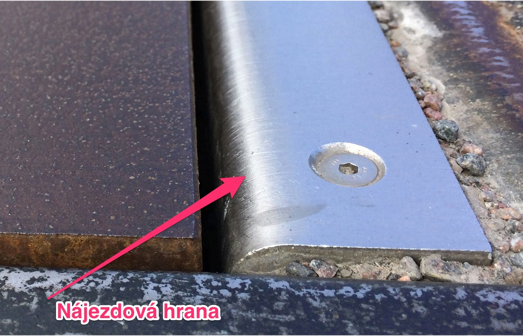
Nájezdová hrana systému aktivního snižování rychlosti

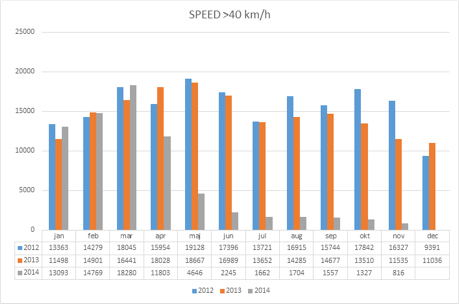
Účinnost systému aktivního snižování rychlosti na Öresundském mostu. Systém byl zprovozněn v květnu 2014.

Actibump je obchodní označení pro systém aktivního snižování rychlosti  (také automatický zpomalovací práh, aktivní zpomalovací práh, nebo automatický příčný práh), vyráběný od roku 2010 ve Švédsku. Jedná se o zařízení umístěné ve vozovce, které snížením své části selektivně zpomaluje silniční vozidla překračující povolenou rychlost. Princip zařízení je založen na psychologickém efektu na řidiče z přejetí snížené části zařízení. Obvykle se používá v kombinaci s dopravními značkami omezujícími rychlost. Výška snížení je optimalizována tak, aby došlo jen k upozornění řidiče na překročenou rychlost a byl umožněn bezpečný průjezd i motocyklistům a cyklistům. Systém aktivního snižování rychlosti umožňuje komfortní průjezd vozidlům městské hromadné dopravy. Vozidla s právem přednosti v jízdě mohou dálkovým ovládáním zamezit aktivaci. Jediný v současné době[kdy?] existující Systém aktivního snižování rychlosti je dodáván na náš trh pod obchodní značkou Actibump. Náklady na zařízení jsou obdobné jako při výstavbě širokého zpomalovacího prahu s technologickou kvalitou pro zvýšenou zátěž.

## Legislativní zařazení v ČR
Systém aktivního snižování rychlosti není ve smyslu §26 vyhlášky 30/2001Sb. definováno jako dopravní zařízení, tudíž jeho instalace v České republice nepodléhá schválení podle §124 odstavec (2) písmeno c zákona o provozu na pozemních komunikacích 361/2000Sb. Instalace na pozemních komunikacích v České republice je v souladu s platnou legislativou. 

## Účinnost
Systém aktivního snižování rychlosti snižuje o 85% počet vozidel překračujících povolenou rychlost.

## Provedení, údržba a spolehlivost
Systém aktivního snižování rychlosti se skládá ze zařízení měřícího rychlost vozidel, průmyslového PC a mechanické části umístěné ve vozovce. Systémy aktivního snižování rychlosti bývají zvýrazňovány svislým dopravním značením. Údržba spočívá v čištění jednou za rok. Provoz v zimním období je spolehlivý, zařízení nevadí ani silné mrazy, mrznoucí déšť nebo sníh. Vozy zimní údržby komunikací projíždí přes Systém aktivního snižování rychlosti bez potíží, jelikož ze zařízení nad úroveň vozovky nic nevystupuje. Životnost zařízení několikanásobně přesahuje standardní příčný práh a předpokládá se v desítkách let.

## Použití
Systémy aktivního snižování rychlosti se užívají zejména před přechody pro chodce jako ochrana chodců, při vjezdu do obcí a měst pro zpomalení vozidel a uvnitř měst pro zvýšení plynulosti provozu. Před přechody pro chodce, které jsou umístěny na dlouhé rovné komunikaci, na rovných vjezdech do obcí a na provozem zatížených komunikacích uvnitř měst s vyšší úrovní provozu nelze v mnoha případech použít žádné jiné opatření zpomalující provoz než Systém aktivního snižování rychlosti.

## Přínosy
Jelikož Systém aktivního snižování rychlosti zpomaluje selektivně jen vozidla překračující povolenou rychlost, eliminuje tak kontroverze standardního zpomalovacího prahu. Zpomalení standardním zpomalovacím prahem považují někteří řidiči za nepřiměřené. Výrazně zvyšují opotřebení vozidel (nápravy a tlumiče pérování). Obyvatelům může vadit zvýšení hlučnosti i prašnosti průjezdu vozidel, prodloužení doby jejich průjezdu a zvýšení množství spalovacích zplodin vlivem zpomalení a opětovného rozjezdu každého vozidla. Pokud jsou zpomalovací prahy umístěny na čerstvě rekonstruovanou komunikaci, bývá upozorňováno na paradox, že výsledný efekt je podobný stavu před opravou, kdy řidiče nutil k pomalé jízdě špatný stavební stav komunikace. Ztížen je i úklid sněhu, při němž může docházet k poškozování prahů i úklidové techniky.
Britská automobilová asociace údajně provedla výzkum srovnání spotřeby paliva při stálé rychlosti 30 mph (48 km/h) oproti jízdě přes standardní zpomalovací prahy a zjistila vzrůst spotřeby ze 4,9 na 9,1 litrů/100 km. Při prostém snížení rychlosti ze 30 na 20 mph (32 km/h) stoupla spotřeba jen o 10 %. Podobný výzkum údajně provedla britská Laboratoř dopravního výzkumu, podle níž na silnicích se zpomalovacími prahy jsou zvýšeny emise oxidu uhelnatého až o 82 % a oxidu dusného až o 37 %.

## Systém aktivního snižování rychlosti v České republice
V současnosti existuje jen jediný typ Systému aktivního snižování rychlosti, který je vyráběn ve Švédsku a na českém trhu prodáván pod obchodní značkou Actibump.